# Badrinath Ki Dulhania
Badrinath Ki Dulhania è un film del 2017 diretto da Shashank Khaitan.

## Riconoscimenti
- Star Screen Awards 2017: 
  - Best Actor in a Comic Role a Varun Dhawan
- Zee Cine Awards 2017: 
  - Best Actor – Male (Jury's Choice) a Varun Dhawan
  - Best Actor – Female (Viewer's Choice) a Alia Bhatt
  - Best Sound Design a Sohel Sanwari
  - Best Playback Singer (Male) a Akhil Sachdeva
- Filmfare Awards 2018: 
  - Miglior cantante in playback maschile a Arijit Singh
- International Indian Film Academy Awards 2018: 
  - Best Music Direction a Akhil Sachdeva, Amaal Malik, Tanishk Bagchi, Bappi Lahiri